# Ерих Нојман
Ерих Нојман (Берлин, 23. јануар 1905 — Тел Авив, 5. новембар 1960) је био психолог, филозоф, писац, и ученик Карла Јунга. Познат је по свом доприносу развојној психологији, као и проучавању архетипа жене.

## Каријера
Нојман је рођен у Берлину у јеврејској породици. Стекао је докторат из филозофије на Универзитету у Ерланген - Нирнбергу 1927. године. Након тога, студирао је медицину на Универзитету у Берлину, где је 1933. стекао своју прву диплому медицине. Како су обоје још од младости били Ционисти, са својом женом Џулијом се 1934. сели у Тел Авив. Више година се редовно враћао у Цирих, како би држао предавања Институту Карл Густав Јунг. Предавања је често држао и у Енглеској, Француској и Холандији. Био је члан Интернационалне асоцијације за аналитичку психологију и председник Асоцијације аналитичких психолога Израела. Практиковао је аналитичку психологију у Тел Авиву од 1934. године, па до своје смрти од рака бубрега 1960. године.

## Допринос
Нојманов допринос се односи на поља развојне психологије и психологије свести и креативности. На анализу је примењивао теоретски и филозофски приступ, насупрот фокусу у Енглеској и САД на клиничко искуство. Његов најзначајнији допринос психологији представља емпиријски концепт „центроверзије”, синтезе екстраверзије и интроверзије. Међутим, најпознатији је по својој теорији развоја Женског, која је формулисана у бројним публикацијама, а превасходно у књизи „Велика мајка”. Његова дела указују на начин на који митологија кроз историју открива аспекте развоја свести који су својствени и појединцу и друштву у целости.

## Дела
Нојманов најтрајнији допринос јунговској мисли јесу дела „Порекло и историја свести” и „Велика мајка”. Ова дела се баве развојним етапама еволуције свести и концептом, историјским примерима и архетипом богиње мајке. Дело „Дубинска психологија и нова етика” бави се људском деструктивношћу, као и начином на који се људски ум односи према својој сенци. Своја даља истраживања женског архетипа развијао је у делима „Уметност и креативно несвесно”, „Страх од Женског” и „Амор и Психа”. Нојман је такође писао и поезију, новелу под именом „Почетак”, и 1932. године критику дела Франца Кафке, у периоду када је Кафка и даље био ситна фигура у књижевном свету.